# Мичо Ерменов
Мичо Ерменов Мичев е участник в Съпротивителното движение по време на Втората световна война. Български партизанин от Габровско-севлиевски партизански отряд. Български офицер и военен деец, генерал-майор.

## Биография
Мичо Ерменов е роден на 19 април 1925 г. в с. Белиш, Ловешко или на 19 януари 1924 г. в местността Маргатина до троянското село Дебнево. Завършва Севлиевската гимназия. Участва в Съпротивителното движение през Втората световна война, за което е осъден по ЗЗД. Лежи в затвора в Търново. Партизанин от Габровско-севлиевски партизански отряд.
След 9 септември 1944 г. завършва Военното училище (София). Служи в Българската армия. Последователно е помощник-командир на дружина, заместник-командир по политическата част на дивизион, на полк, заместник-началник на политически отдел, началник на политическия отдел на дивизия, временно изпълняващ длъжността заместник-началник на отдел пропаганда и агитация в Главното политическо управление на българската армия. Заместник-началник на Главното политическо управление на Българската армия (1960 – 1965). Завършва генералщабната академия „Владимир Ленин“ в СССР. Полковник от 21 ноември 1958 г. От 1961 г. е генерал-майор. По същото време е член на Военния съвет и началник на политическия отдел на първа армия. През 1965 г. се включва в заговора срещу Тодор Живков, начело на който стои Иван Тодоров-Горуня. Заговорът е разкрит от ДС, Тодоров-Горуня се самоубива, а Ерменов е заловен заедно с другите участници в заговора и осъден на 10 години затвор. След това е разжалван, а през 1990 г. генералското звание му е възстановено. Излежава 5 години в Софийския и бургаския затвор. Умира на 18 септември 1999 г. На неговия живот е посветена книгата „Бунтовния генерал“, С., 2000 г.